# 神鹰一号
《神鹰一号》是一款由日本物產公司制作，于1985发行的街机游戏。游戏后移植至FC游戏机。本游戏于1986年9月27日在日本地区FC游戏机发行。
本游戏是一个纵向卷轴清版射击游戏。玩家控制一个战机。起初战机具有有限的火力，在进行吸收一系列部件后，火力变得强大。